# Casson Ferguson
Casson Ferguson, nato Casson Michel Ferguson (Alexandria, 29 maggio 1891 – Los Angeles, 12 febbraio 1929), è stato un attore statunitense del cinema muto.
Dal 1917 al 1928, anno della sua ultima apparizione sullo schermo in Tenth Avenue, dove fu diretto da William C. de Mille, apparve in oltre cinquanta film.
Morì all'età di 37 anni, il 12 febbraio 1929, a Los Angeles.

## Filmografia
- The Great Treasure, regia di Otis Thayer - cortometraggio (1917)
- A Pearl of Greater Price, regia di Otis Thayer - cortometraggio (1917)
- The Power of Pin Money, regia di Otis Thayer - cortometraggio (1917)
- The Boob, regia di Otis Thayer - cortometraggio (1917)
- Father and Son, regia di Otis Thayer - cortometraggio (1917)
- A Question of Honesty, regia di Otis Thayer - cortometraggio (1917)
- Two-Dollar Gloves, regia di Otis Thayer - cortometraggio (1917)
- The Evil Sag, regia di Otis Thayer - cortometraggio (1917)
- The Daughter of Gas House Dan, regia di Otis Thayer - cortometraggio (1917)
- A Social Climber, regia di Otis Thayer - cortometraggio (1917)
- The Mystery of No. 47, regia di Otis Thayer (1917)
- The Prodigal's Return, regia di Otis Thayer - cortometraggio (1917)
- The Love of Princess Olga, regia di Otis Thayer - cortometraggio (1917)
- Face Value, regia di Robert Z. Leonard (1917)
- The Shuttle, regia di Rollin S. Sturgeon (1918)
- Unclaimed Goods, regia di Rollin S. Sturgeon (1918)
- Mile-a-Minute Kendall, regia di William Desmond Taylor (1918)
- Bivio tragico (The Only Road), regia di Frank Reicher (1918)
- How Could You, Jean?, regia di William Desmond Taylor (1918)
- Alias Mary Brown, regia di Henri D'Elba (come H. D'Elba), William C. Dowlan (1918)
- The Gypsy Trail, regia di Walter Edwards (1918)
- Jane Goes A' Wooing, regia di George Melford (1919)
- The Drifters, regia di Jesse D. Hampton (1919)
- Johnny Get Your Gun, regia di Donald Crisp (1919)
- Partners Three, regia di Fred Niblo (1919)
- The Ghost Girl, regia di Charles J. Wilson - cortometraggio (1919)
- Putting It Over, regia di Donald Crisp (1919)
- La spia (Secret Service), regia di Hugh Ford (1919)
- La fiamma del deserto (Flame of the Desert), regia di Reginald Barker (1919)
- Peg o' My Heart, regia di William C. deMille (1919)
- The Prince Chap, regia di William C. de Mille (1920)
- Merely Mary Ann, regia di Edward LeSaint (1920)
- Madame X, regia di Frank Lloyd (1920)
- The Mutiny of the Elsinore, regia di Edward Sloman (1920)
- Bunty Pulls the Strings, regia di Reginald Barker (1921)
- The Unknown Wife, regia di William Worthington (1921)
- What's a Wife Worth?, regia di William Christy Cabanne (1921)
- At the End of the World, regia di Penrhyn Stanlaws (1921)
- A Virginia Courtship, regia di Frank O'Connor (1921)
- The Law and the Woman, regia di Penrhyn Stanlaws (1922)
- The Truthful Liar, regia di Thomas N. Heffron (1922)
- Over the Border, regia di Penrhyn Stanlaws (1922)
- Borderland, regia di Paul Powell (1922)
- La corsa al piacere (Manslaughter), regia di Cecil B. DeMille (1922)
- Drums of Fate, regia di Charles Maigne (1923)
- Spalle al muro (Grumpy), regia di William C. de Mille (1923)
- A Gentleman of Leisure, regia di Joseph Henabery (1923)
- Her Reputation, regia di John Griffith Wray (1923)
- La strega di York (The Road to Yesterday), regia di Cecil B. DeMille (1925)
- The Wedding Song, regia di Alan Hale (1925)
- Cobra, regia di Joseph Henabery (1925)
- Forbidden Waters, regia di Alan Hale (1926)
- For Alimony Only, regia di William C. de Mille (1926)
- Il re dei re (The King of Kings), regia di Cecil B. DeMille (1927)
- Tenth Avenue, regia di William C. de Mille (1928)